# El Cuní
El Cuní és una masia entre els nuclis de Torelló, Sant Martí Sescorts i Roda de Ter al terme de l'Esquirol (Osona). Masia que pertany al terme de Sant Martí Sescorts, vinculat religiosament a Manlleu i civilment a la senyoria del Cabrerès. La seva demarcació forma part de la batllia del Cabrerès des del segle xv. Ara bé, la parròquia de Sant Martí Sescorts no es refon definitivament amb el municipi de l'Esquirol fins al 1824, quan el Consell de Castella va denegar l'existència de les "Masies de Santa Maria de Corcó", que havia funcionat entre el 1814 i el 1824 amb la capitalitat a Sant Martí Sescorts.

## Masia
Masia de planta rectangular (21 x 14 m), coberta a quatre vessants. Consta de planta i dos pisos. La façana principal està situada a migdia i presenta un cos de porxos de 3 m de profunditat format per quatre pilars de totxo units per arcs carpanells a la planta i al primer pis i per arcs escarsers al segon. A la planta baixa les arcades estan tapiades amb pedra excepte la central, que dona accés al portal d'entrada, fet amb emmarcaments de gres i arc escarser (la dovella central està datada al 1783). Aquest portal ens porta a una nau coberta amb volta de d'arc escarser que dona accés a les corts i també, al mur central, al portal de gres d'arc escarser que accedeix al primer pis, on hi ha un portal rectangular i quatre finestres laterals de gres. Al segon pis cada arcada té una finestra. La façana Oest presenta una capella adossada al sector Oest i a la planta baixa tres finestres amb forjat. Al primer pis s'obren quatre finestres de gres amb ampit motllurat i tres de petites distribuïdes irregularment. A les golfes hi ha quatre finestres. La façana Nord presenta un pati damunt d'un terraplè a peu del primer pis on hi ha un portal. La façana Est està arrebossada amb ciment i presenta tres finestres a la planta; al primer pis un balcó, tres finestres amb ampit i al segon pis quatre finestres iguals.

## Capella
Edifici de planta rectangular (6 x 4 m), cobert a dues vessants amb el carener perpendicular a la façana situada a ponent i que està adossada a la façana oest del Cuní. La façana principal presenta un portal rectangular amb llinda inscrita i datada al qual s'accedeix per mitjà d'una llosa en funció de graó. Sota el carener presenta un òcul. La resta de les façanes són cegues i per la façana est està adossada a la casa.